# Ricinoides crassipalpe
Espèce
Synonymes
- Cryptostemma crassipalpe Hansen & Sørensen, 1904

Ricinoides crassipalpe est une espèce de ricinules de la famille des Ricinoididae.

## Distribution
Cette espèce se rencontre au Cameroun et en Guinée équatoriale.

## Publication originale
- Hansen & Sørensen, 1904 : On two Orders of Arachnida. Cambridge, Cambridge University Press, p. 1–174 (texte intégral).